# Leniec łąkowy
Leniec łąkowy (Thesium pyrenaicum Pourr.) – gatunek rośliny z rodziny sandałowcowatych (Santalaceae). Występuje w środkowej i południowo-wschodniej Europie. Roślina pasożytnicza.

## Morfologia

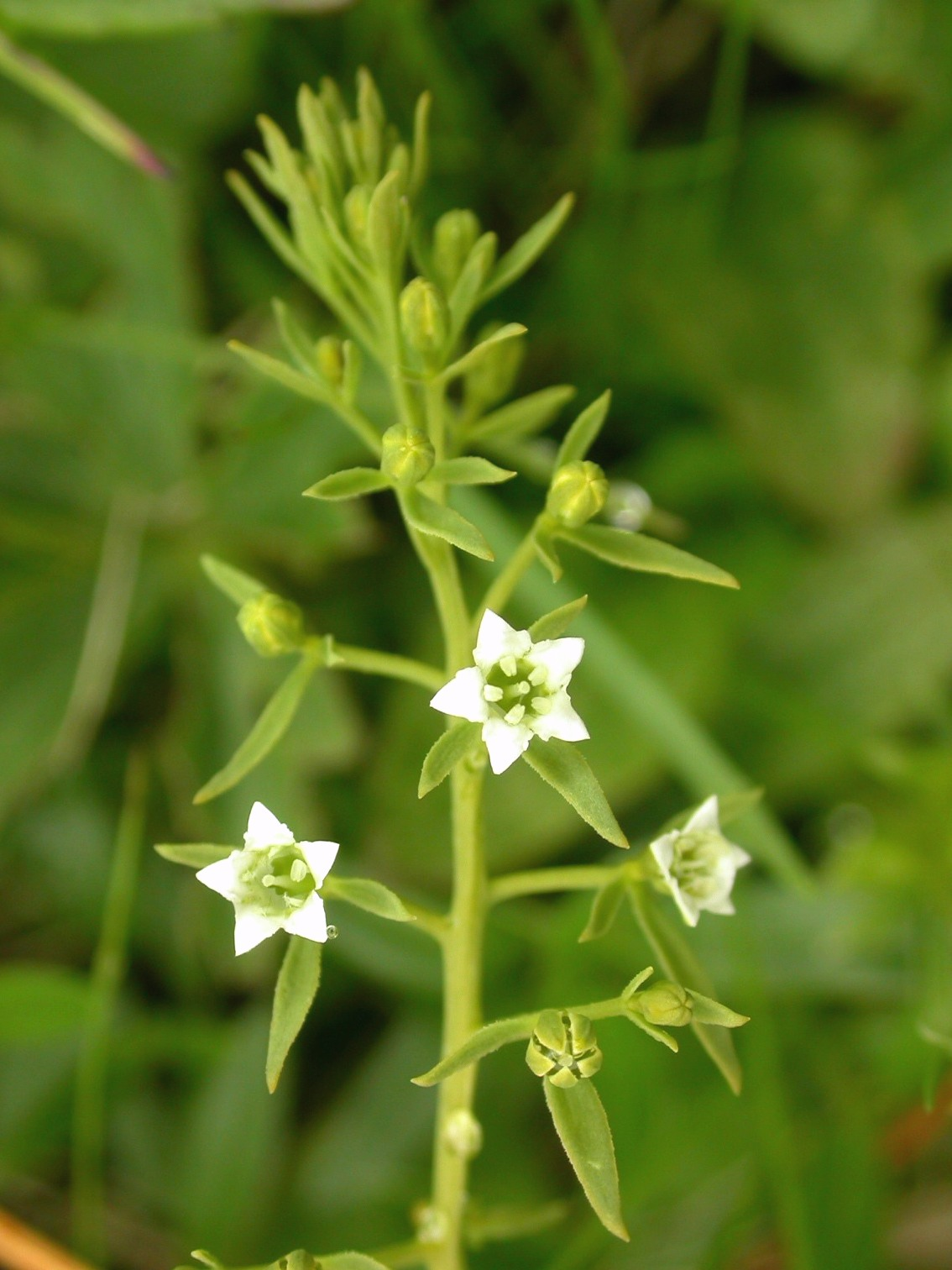
Kwiaty

ŁodygaDo 40 cm wysokości.
LiścieRównowąskie, trójnerwowe.
KwiatyOprócz przysadek opatrzone dwoma podkwiatkami, zebrane w wielostronny kwiatostan. Okwiat 5-dzielny. Ząbki okwiatu dłuższe od rurki.
OwocPodłużnie żeberkowany. Resztka okwiatu rurkowata, długości owocu.

## Biologia i ekologia
Bylina. Rośnie na łąkach i polanach. Kwitnie w maju i czerwcu. Gatunek charakterystyczny muraw bliźniczkowych z rzędu Nardetalia.

## Zagrożenia
Roślina umieszczona na Czerwonej liście roślin i grzybów Polski (2006), w grupie gatunków wymarłych (kategoria zagrożenia: Ex). W wydaniu z 2016 roku otrzymała kategorię RE (wymarły na obszarze Polski). 
W Polskiej Czerwonej Księdze Roślin posiada kategorię EX.